# Bellister Castle
Bellister Castle är ett slott i Storbritannien.   Det ligger i grevskapet och kommunen Northumberland i riksdelen England, i den centrala delen av landet, 400 km norr om huvudstaden London. Bellister Castle ligger 117 meter över havet.
Terrängen runt Bellister Castle är platt åt nordväst, men åt sydost är den kuperad. Bellister Castle ligger nere i en dal. Runt Bellister Castle är det ganska glesbefolkat, med 26 invånare per kvadratkilometer. Närmaste större samhälle är Haltwhistle, 1,4 km nordost om Bellister Castle. Trakten runt Bellister Castle består i huvudsak av gräsmarker.